# 奧赫里德聖使徒保羅機場
奧赫里德聖使徒保羅機場，通稱奧赫里德機場（Аеродром Охрид），是北馬其頓西南部城市奧赫里德的一座民用機場，亦是北馬其頓唯一一座民用機場，位於距離奥赫里德西北9公里处。

## 外部連結
- 官方網站（馬其頓文）（英文）